# Enclise
Enclise of enclisis is het verschijnsel dat een - meestal onbeklemtoond - woord wordt uitgesproken als vormde het een deel van het woord dat ervoor komt. Een woordje dat op deze manier in het voorgaande wordt geïntegreerd wordt enclitisch genoemd. Enclise doet zich vooral voor bij "fonologisch zwakke" woorden, ofwel clitica.
Als stijlfiguur wordt het gebruikt in poëzie met als doel het metrum te beïnvloeden, al komt het wel gekunsteld over.

## Taalkundige omschrijving
Wanneer een cliticum op deze manier niet met het woord dat erna komt maar met het woord dat ervoor komt "versmelt", spreken we van proclise. Soms is de grens tussen deze twee verschijnselen vaag. Bijvoorbeeld:
- Hijftem gezien (ontstaan uit Hij heeft hem gezien; enclise en/of proclise)
- Kepputal (ontstaan uit Ik heb het al; enclise en/of proclise).

## In het Nederlands
Het Verkavelingsvlaams en de Vlaamse, Brabantse en Limburgse dialecten waarin de gij-persoon wordt gebruikt, worden gekenmerkt door enclise. De ge-vorm versmelt in vraagzinnen immers vaak met het werkwoord:
- "Hebde dat al gedaan?" ("Hebde?" = enclise van "Hebt ge")
- "Gade mee?" ("Gade?" = enclise van "Gaat ge?")
- "Kunde mij helpen?" ("Kunde?" = enclise van "Kunt ge?")
- "Zijde braaf geweest?" ("Zijde" = enclise van "Zijt ge?")

Soms trekt deze samengetrokken vorm nog samen met het daaropvolgende woord, bijvoorbeeld:
- "Wildiets drinken?" ("Wilt ge iets drinken?")

Soms treedt er ook een verdubbeling op van de ge-vorm, waarschijnlijk als gevolg van het feit dat men zich niet langer bewust is van de eigenlijke betekenis van de -de-vorm. Bijvoorbeeld:
- "Hebde gij dat al gedaan?"
- "Gade gij mee?"
- "Kunde gij mij helpen?"
- "Zijde gij braaf geweest?"

Het cliticum -de stamt niet af van du, de oorspronkelijke tweede persoon enkelvoud in het Nederlands die rond 1600 in onbruik is geraakt, hoewel dit soms verkeerdelijk wordt gedacht. In het Middelnederlands is nog vaak de vorm -di te vinden, als clitische vorm van gi: hebt gi > hebdi (ook wel hebbet gi > hebbedi), sijt gi > sidi. In de moderne taal is dit verzwakt tot -de, dus hebde/hedde en zijde.
In het Zeeuws bestaat een enclitische vorm van "wij":
- "M'èn dat a edaen." (We hebben dat al gedaan), tegenover: "Ons èn dat a edaen." (Wij (met nadruk) hebben dat al gedaan)

Deze clitische vormen maken geen deel uit van het Standaardnederlands en komen enkel voor in de spreektaal.

## In het Frans
In het Frans (en in de meeste andere Romaanse talen) zijn de moderne vormen van de toekomende tijd en de voorwaardelijke wijs ontstaan als samentrekking van enerzijds de infinitief en anderzijds een verbogen vorm van avoir. De "uitgangen" van deze werkwoordstijden kunnen dus beschouwd worden als enclitische vormen van de respectievelijke vormen van avoir.
| De toekomende tijd: enclise van infinitief + indicatif présent - je parler ai = je parlerai - tu parler as = tu parleras - il parler a = il parlera - nous parler avons = nous parlerons - vous parler avez = vous parlerez - ils parler ont = ils parleront |  | De voorwaardelijke wijs: enclise van infinitief + imparfait - je parler avais - je parlerais - tu parler avais - tu parlerais - il parler avait - il parlerait - nous parler avions - nous parlerions - vous parler aviez - vous parleriez - ils parler avaient - ils parleraient |